# Neocteniza coylei
Neocteniza coylei är en spindelart som beskrevs av Pablo A. Goloboff och Norman I. Platnick 1992. Neocteniza coylei ingår i släktet Neocteniza och familjen Idiopidae.
Artens utbredningsområde är Peru. Inga underarter finns listade i Catalogue of Life.